# Parque nacional Chirripó
El Parque Nacional Chirripó es un parque nacional en Costa Rica, famoso porque ahí se encuentra el punto más alto de Costa Rica, el cerro Chirripó, a una altitud de 3.821,25 metros sobre el nivel del mar.
El cerro sobre el que se asienta forma parte de la cordillera de Talamanca, que divide al país en noroeste y sureste. Se encuentra en el Área de Conservación La Amistad - Pacífico, ubicada al sur del país.
Entre enero y mayo, el bosque es especialmente susceptible a los incendios forestales. En la zona abundan árboles de todos los tamaños, así como una gran variedad de plantas adaptadas a diferentes condiciones climáticas.
Durante todo el año, las temperaturas nocturnas descienden considerablemente, lo que genera un fuerte contraste térmico: durante el día puede hacer mucho calor, mientras que en la noche las temperaturas suelen oscilar entre 0 y -1 °C, aunque en ocasiones pueden descender hasta los -9 °C. Esta variabilidad contrasta con la media nacional, que se mantiene alrededor de los 20 °C durante todo el año.
El Parque Nacional Chirripó también ha sido escenario de desapariciones de senderistas, entre ellas las de Bernardo Bettega, joven fotógrafo brasileño en 2018, y Marialis Blanco en 2021, cuyos restos fueron encontrados en el Cañón Ventisqueros.

## Flora y fauna
Rodeado además de plantaciones de café y campos para la agricultura. La variedad climática permite un desarrollo y cambio en la flora y fauna.
En esta área predomina el páramo de montaña con arbustos de una altura no mayor a unos 4 metros. En un área más baja se da el bosque nuboso húmedo, de temperaturas frías con árboles de una longitud no mayor a los 50 metros. Estos son de encino y roble, siempreverdes. Tiene mucho musgo, helechos, y bromelias
Entre los animales están los conejos, jaguares, dantas, coyotes, ardillas, y pumas.